# Megyer (városrész, Pécs)

Megyer Pécs térképén

Megyer Pécs egyik városrésze, az Árpád-kori Megyer falu neve, illetve a (régi) Kertvárostól délre levő új városrész neve, mely Pécs legnagyobb és egyben legnépesebb lakótelepi városrésze mintegy harmincezres lakosságával. Magyarországon, Pécsen kívül csak Budapesten és Miskolcon található ilyen hatalmas lakótelepi városrész. Népsűrűsége igen magas, 16 101 fő/km². A területet 1979-1991 között Lvov Kertvárosnak nevezték, Lviv ukrán város orosz megnevezése után és a mai napig Kertváros néven él a köztudatban.

## Fekvése
Északról Kertváros, délről Málom, keletről Árpádváros határolja. Érinti az 57-es és az 58-as főút, előbbiből itt ágazik ki Keszü-Pellérd felé az 5816-os út, illetve az 5827-es számú délnyugati tehermentesítő út.

## Története
Megyer középkori falu a török hódoltság utáni években még lakott helység volt. A 18. század elején már lakatlan. Helye az egykori Megyeri puszta és Megyeri legelő (a mai Vásártér és a Pécs Plaza) között levő területre tehető.
A második világháború után a lakáshiányon az állami kézbe került szén- és az akkor beinduló uránbánya vállalatok próbáltak segíteni a város keleti és nyugati részén épített lakónegyedekkel. Ekkor kezdődött meg a Mecsekoldal nagyobb mértékű beépítése a Magaslati úton és környékén. Ennek a jelentősége azonban eltörpül a Pécsi-síkságon a Pécsi Házgyár elemeiből összeállított panelházakból felépült lakótelep 20 ezer lakásos projektje mellett. 1972-1979 között épült a kisvárosias, polgári Kertváros köré az akkori Lvov Kertváros a maga közel ötvenezer fős lakosságával. (A belvárostól délre központi helyen felépült Siklósi városrészhez hasonlóan az egyhangúság oldására Megyer számos panelházainak homlokzata is eredetileg csíkos díszítést kapott, amelyet eltakart az ezredfordulót követően elvégzett felújítások utólagos hőszigetelése. Emiatt azokat a korabeli építész szakma és a közvélemény "pizsama házaknak" nevezte. A telep másik jellegzetességének tekinthetők - a Szigeti külvároshoz hasonlóan - néhány tízemeletes házon a televízió-képernyő formájú loggiák.) 1975. október 22-én készült el az új kertvárosi autóbusz-állomás, de átadása csak 1976. 08. 22-én történt meg, mert az út csak ekkorra "ért" oda.

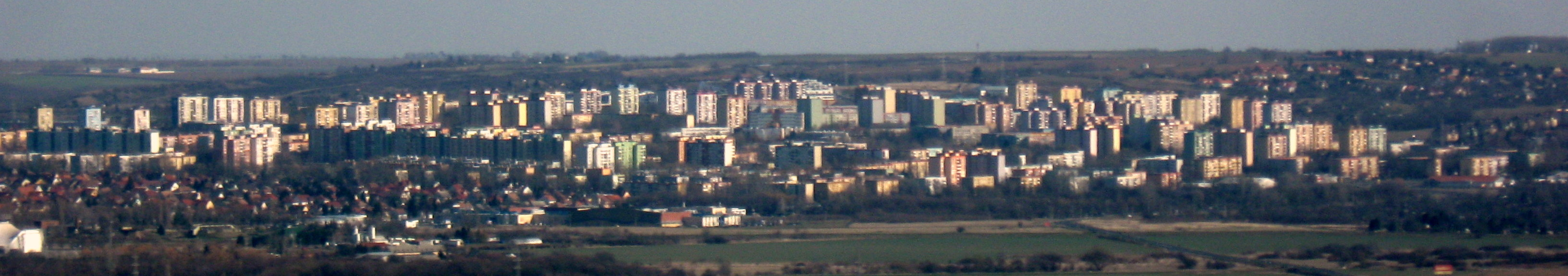
Megyer látképe a Mecsekről

## Nevének eredete
A magyar és megyer szavunk előzménye a finnugor örökségként ránk maradt vegyes hangrendű moger szó. Ebből a vegyes hangrendű formából (melynek változatai még a 16. században is éltek) kétirányú hangrendi kiegyenlítődéssel megyer és magyar változat alakult ki. Törzsnévként a magas hangrendű változat, s a vezető törzs (Árpád törzse) után népnévként a mély hangrendű változat állandósult.
A Pécs melletti Megyer – nevéből következően – a megyer törzsbeliek települése volt a honfoglalás első éveiben. A Megyer tehát törzsnévből alakult helységnév. Nem lehet véletlen, hogy a pécsi Megyer közelében még három törzsnévi eredetű település létezett az Árpád-korban: Árpád (ma: Nagyárpád), Keszü (Keszi?) és a Varsány.

## Közterek felújítása
A terület a Diana téri piac körüli közpark, és az ettől nyugatra húzódó gyalogos tengely, az ún. Berek sétány Varsány utcáig tartó területe, mely a kertvárosi lakótelep első ütemében épült lakótömb központja. A Diana tér – Berek sétány tengely mentén épültek meg a városrészt kiszolgáló szolgáltató és kereskedelmi létesítmények. A Diana téri közpark rekonstrukciója tartalmazza a növényállomány megújítását és utcabútorok elhelyezését. A munkálatokat hivatalosan 2009. április 16-án kezdték el. Két egyedi szökőkút, összesen 14 ezer négyzetméternyi térburkolat, árnyékolók, utcabútorok kerültek az 1978-1979 között épült Apáczai Nevelési és Általános Művelődési Központ környékének rehabilitációja során. A felújítási munkálatok érintették az agórát és a buszvégállomást is.

## Tömegközlekedés
Megyerben közlekedő buszok (2018. szeptember 1-jétől):
- 1: Uránváros – Csontváry utca – Uránváros
- 3: Kertváros – Árkád – Kertváros
- 3E: Kertváros → Főpályaudvar
- 6: Kertváros – Árkád – Kertváros
- 6E: Kertváros → Főpályaudvar
- 7: Malomvölgyi út – Főpályaudvar
- 7Y: Malomvölgyi út – Málom – Főpályaudvar
- 8: Fagyöngy utca – Árkád – Főpályaudvar
- 22: Kertváros/Fagyöngy utca – Árkád – Nagydeindol
- 23: Kertváros/Fagyöngy utca – Árkád – Deindol
- 23Y: Kertváros – Árkád – Deindol – Nagydeindol
- 24: Kertváros/Fagyöngy utca – Árkád – Mecsekszentkút
- 55: Kertváros – Klinikák
- 60: Budai Állomás → Kertváros → Budai Állomás
- 60A: Budai Állomás → Kertváros → Budai Állomás
- 60Y: Budai Állomás → Kertváros → Árkád → Budai Állomás
- 61: Kertváros – Málomvölgyi út
- 62: Kertváros – Fagyöngy utca
- 73: Malomvölgyi út – Fagyöngy utca – Főpályaudvar
- 73Y: Malomvölgyi út – Málom – Fagyöngy utca – Főpályaudvar
- 103: Kertváros – Klinikák
- 107E: Malomvölgyi út – Uránváros/Deindol/Nagydeindol
- 109E: Fagyöngy utca – Klinikák
- 121: Kertváros – Hőerőmű – Uránváros
- 122: Fagyöngy utca – Árkád – Nagydeindol
- 123: Fagyöngy utca – Árkád – Deindol
- 123Y: Fagyöngy utca – Árkád – Deindol – Nagydeindol
- 124: Fagyöngy utca – Árkád – Mecsekszentkút
- 130: Kertváros – Megyer – Főpályaudvar – Klinikák
- 130A: Kertváros – Megyer – Főpályaudvar
- 142: Nagyárpád – Fagyöngy utca
- 155: Krisztina tér → Ifjúság útja → Kertváros

A Kertváros elnevezés itt is tévesen jelenik meg, a jelenlegi, Kertvárosnak nevezett buszpályaudvar Málom városrész északkeleti sarkában van.

## Kultúra
Csordás Gábor verse a Lvov-kertvárosi szonett címet viseli.

## Külső hivatkozások
- Kerner Zsolt – Furcsa tréfa, hogy Kertvárosnak hívják az ország egyik legnagyobb lakótelepét   (24.hu, 2019.10.08.)